# 伍茲氏喉盤魚
伍茲氏喉盤魚為輻鰭魚綱喉盤魚目喉盤魚科的其中一種，被IUCN列為易危保育類動物，分布於中東太平洋哥斯大黎加科科島海域，本魚呈蝌蚪形，頭寬，凹陷，頭部乳突發達，呈葉狀，沿上唇中央排列，上唇寬，前部比兩側寬得多；後鼻孔位於眼前緣上方，前鼻孔為一簡單無裂瓣；上頜各具一外排不規則的尖齒，後方有一排不規則的牙齒，體不被鱗，覆有粘液層；頭部側線發達，身體上側線不明顯，腹鰭喉位，與周圍的皮褶特化成一吸盤，體褐色，具窄藍線網狀結構，網狀結構兩側略增厚，形成縱紋；背部有4-5條寬闊、散佈的褐色橫帶；中鰭黑色，邊緣白色，體長可達4.8公分，屬底棲性魚類，棲息在岩石海岸，屬雜食性，以底棲無脊椎動物、藻類為食，生活習性不明。